# Христик Василь Іванович
Васи́ль Іва́нович Хри́стик — старший солдат Збройних сил України.

## Нагороди
За особисту мужність і високий професіоналізм, виявлені у захисті державного суверенітету та територіальної цілісності України, вірність військовій присязі, відзначений — нагороджений
- орденом «За мужність» III ступеня (31.7.2015).